# Wellington Rocha
Wellington Rocha dos Santos (San Paolo, 4 ottobre 1990) è un ex calciatore brasiliano naturalizzato est-timorese, di ruolo difensore.

## Caratteristiche tecniche
È un difensore centrale.

## Carriera

### Club
Dal 2008 al 2009 gioca nel Pão de Açúcar. Nel 2010 passa al Marília. Nel 2011 viene acquistato dalla Santacruzense. Nel 2012 si trasferisce alla Ferroviária. Nel 2013, dopo aver giocato al Cotia, viene acquistato dal Bangkok. Nel 2014 passa al PSIR Rembang. Nel 2015 viene acquistato dal Redlands United. Nel 2016 si trasferisce al Gifu.

### Nazionale
Debutta in nazionale il 5 ottobre 2012, in Cambogia-Timor Est.